# Laura Troschel
Laura Troschel, née le 3 novembre 1944 à Varèse et morte le 29 septembre 2016 à Rome est une chanteuse, mannequin et actrice italienne.

## Biographie
Laura Troschel qui est née à Varèse en 1944, fait ses débuts au cinéma dans Le Sexe des anges (1968), réalisé par Ugo Liberatore puis dans quelques films sous le nom de scène de Costanza Spada, jusqu'à ce qu'elle devienne l'épouse de l'humoriste Pippo Franco et qu'elle tourne sous son nom de naissance, Laura Troschel. Entre les années 1970 et 1980, elle  participe avec son mari à des films de comédie à l'italienne.
Laura Troschel  a été également été active à la télévision, en tant que présentatrice de spectacles populaires avec son époux et en tant que comédienne dans plusieurs mini-séries.

## Filmographie

### Cinéma
- 1966 : A mosca cieca de Romano Scavolini
- 1968 : Le Sexe des anges (Il sesso degli angeli) d'Ugo Liberatore
- 1968 : La prova generale de Romano Scavolini
- 1971 : Quel maledetto giorno della resa dei conti de Sergio Garrone
- 1971 : Quatre Mouches de velours gris (4 mosche di velluto grigio) de Dario Argento
- 1973 : Furto di sera bel colpo si spera de Mariano Laurenti
- 1973 : Patroclooo!... e il soldato Camillone, grande grosso e frescone de Mariano Laurenti
- 1976 : Prima notte di nozze de Corrado Prisco
- 1976 : Nerone de Castellacci et Pingitore
- 1978 : Scherzi da prete de Pier Francesco Pingitore
- 1979 :  Tutti a squola de Pier Francesco Pingitore
- 1979 : L'imbranato de Pier Francesco Pingitore
- 1980 : Ciao marziano de Pier Francesco Pingitore
- 1980 : Il ficcanaso de Bruno Corbucci
- 1985 : I mercenari raccontano... de Sergio Pastore
- 1985 : La gabbia de Giuseppe Patroni Griffi
- 1987 : Delitti de Giovanna Lenzi
- 1988 : La tempesta de Giovanna Lenzi
- 1999 : Non lo sappiamo ancora de Stefano Bambini, Lino D'Angiò et Alan De Luca
- 2005 :  Raul - Diritto di uccidere d'Andrea Bolognini
- 2010 : Il sottile fascino del peccato de Franco Salvia

### Télévision
- 1986 : Un jour viendra (Se un giorno busserai alla mia porta), feuilleton de Luigi Perelli

## Discographie
Albums
- 1979 : c'era una volta Roms (Cinevox, CAB 2005, LP) (avec Pippo Franco)
- 1988 : Laura Troschel (Oui, YLP 11, LP)

Singles
- 1977 :  Quanto sei bella Roma (avec Pippo Franco)/L'autostop (Cinevox, SC 1099)
- 1979 :  Tu pour moi, sei venir des Roms (avec Pippo Franco)/La fornarina (Cinevox, SC 1135)
- 1980 :  Scacco matto (avec Pippo Franco)/La sua mano (CBS, 9094)
- 1985 :  Par una donna/Vite di plastica (Vidéo/Radio, VR 0024, 7")
- 1986 :  Ma la domenica/A pensarci bene non mi piace il Brasile (RCA Italiana, BB-7573)